# 回基駅
回基駅（フェギえき）は、大韓民国ソウル特別市東大門区徽慶洞にある韓国鉄道公社（KORAIL）の駅。慶熙大前という副駅名がある。

## 駅名の由来
駅の近くに李氏朝鮮の第10代国王・燕山君の生母である廃妃尹氏の墓地「懐墓(회묘)」がある。墓地名は元々「尹氏之墓（윤씨지묘）」だったが、1504年に燕山君が尹氏を「斉献王后(제헌왕후)」に復位させ「懐陵（회릉）」になることで周りの地域名は「懐陵洞（회릉동）」になった。しかし1506年に中宗が彼女の諡号「斉献王后」を剥奪するとともに彼女の墓地名を「懐墓（회묘）」に格下げすることで地域名は「懐墓洞（회묘동）」になった。その以後、画数の多い「懷」を「回」に変え、意味の悪い「墓」を純化して「基」に変えることで「回基」という名が誕生した。

## 利用可能な鉄道路線
韓国鉄道公社
 1号線（京元電鉄線） - 駅番号は123
 京義・中央線 - 駅番号はK118
 京春線 - 駅番号はK118

## 歴史
- 1980年4月1日 - 鉄道庁（当時）首都圏電鉄1号線（京元電鉄線）の駅として開業。
- 2005年頃 - ホーム改良工事竣工。1面2線から2面4線となり、駅構内にエスカレーターとエレベーターを設置。
- 2005年
  - 1月1日 - 鉄道庁が韓国鉄道公社(KORAIL)に改組される。
  - 12月16日 - 中央電鉄線中浪駅 - 徳沼駅間開業に伴い乗換駅となる。龍山 - 城北間系統廃止。
- 2010年12月1日 - ホームドア設置。
- 2013年1月16日 - 副駅名の慶熙大前併記開始。
- 2016年9月26日 - 京春線電車が乗り入れ開始。

## 駅構造
島式ホーム2面4線を持つ地上駅で、橋上駅舎を有している。西側1面2線を1号線が、東側1面2線を京義・中央線が使用している。両線共にフルスクリーンタイプのホームドアが設置されている。
出入口は1番と2番がある。

### のりば
| ホーム | 路線                | 方向 | 行先                                           |
| ------ | ------------------- | ---- | ---------------------------------------------- |
| 1      | 1号線（京元電鉄線） | 上り | 光云大・倉洞・議政府・楊州・東豆川・逍遥山方面 |
| 2      | 1号線（京元電鉄線） | 下り | ソウル駅・九老・仁川・水原・西東灘方面         |
| 3      | 京義・中央線        | 下り | 徳沼・楊平・龍門・ 京春線春川方面              |
| 4      | 京義・中央線        | 上り | 清凉里・龍山・幸信・一山・文山方面             |

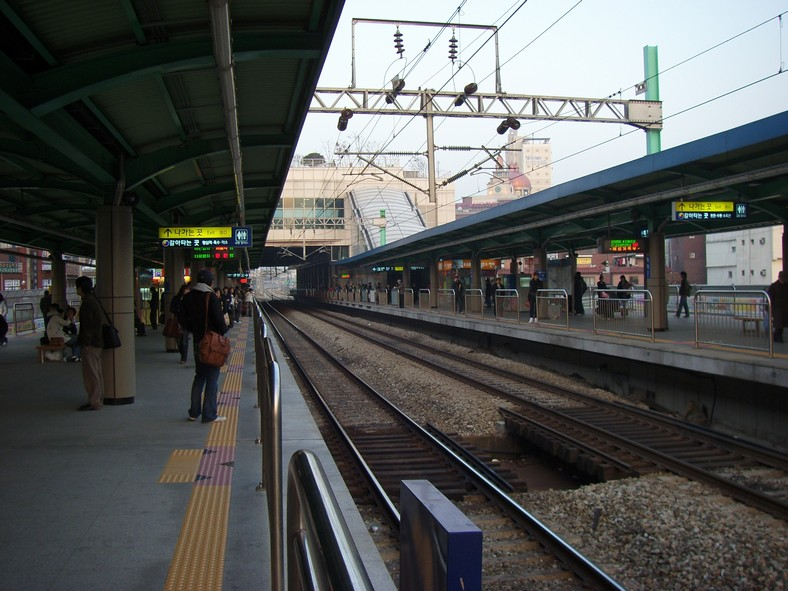
ホームドア設置前のホーム（2007年撮影）

## 利用状況
両路線の改札は共用となっているため、集計は1号線と京義・中央線の合計となっている。
近年の一日平均乗車人員推移は下記の通り。
| 路線                    | 路線     | 2000年 | 2001年 | 2002年 | 2003年 | 2004年 | 2005年 | 2006年 | 2007年 | 2008年 | 2009年 | 出典  |
| ----------------------- | -------- | ------ | ------ | ------ | ------ | ------ | ------ | ------ | ------ | ------ | ------ | ----- |
| 京元電鉄線 京義・中央線 | 乗車人員 | 24,942 | 28,545 | 28,962 | 32,830 | 14,758 | 24,678 | 26,792 | 27,958 | 28,812 | 29,064 | [ 1 ] |
| 京元電鉄線 京義・中央線 | 降車人員 | 19,779 | 23,405 | 28,223 | 28,538 | 14,275 | 23,856 | 26,238 | 27,813 | 28,809 | 28,865 | [ 1 ] |
| 路線                    | 路線     | 2010年 | 2011年 | 2012年 | 2013年 | 2014年 | 2015年 | 2016年 | 2017年 | 2018年 | 2019年 | 出典  |
| 京元電鉄線 京義・中央線 | 乗車人員 | 29,526 | 30,064 | 29,660 | 30,147 | 30,510 | 30,578 | 30,421 | 29,441 | 29,245 | 29,581 | [ 1 ] |
| 京元電鉄線 京義・中央線 | 降車人員 | 29,344 | 29,867 | 29,485 | 29,819 | 30,048 | 30,133 | 29,872 | 28,945 | 28,524 | 28,752 | [ 1 ] |
| 路線                    | 路線     | 2020年 | 2021年 | 2022年 | 2023年 |        |        |        |        |        |        |       |
| 京元電鉄線 京義・中央線 | 乗車人員 | 19,536 | 20,079 | 23,668 | 26,051 |        |        |        |        |        |        |       |
| 京元電鉄線 京義・中央線 | 降車人員 | 18,874 | 19,524 | 22,910 | 25,078 |        |        |        |        |        |        |       |

## 駅周辺

### 1番出口
- 慶熙大学校 ソウルキャンパス
- 慶熙大学校医療院（朝鮮語版）
- 中小企業銀行 回基駅支店
- ハナ銀行 徽慶洞支店
- 徽慶洞郵便局
- CU 回基駅店
- GS25（コンビニエンスストア） 新回基駅店
- バーガーキング 回基店
- アウトバック・ステーキハウス 慶熙大店座標: 北緯37度35分21秒 東経127度03分26秒 / 北緯37.589167度 東経127.057222度

### 2番出口
- ソウル市立大学校
- 三育医療院ソウル病院（朝鮮語版）（旧ソウル衛生病院）
- 外換銀行 徽慶洞支店
- ファミリーマート 徽慶幸福店

## 隣の駅
韓国鉄道公社
 1号線（京元電鉄線）
急行・緩行
外大前駅 122 - 回基駅 123 - 清凉里(ソウル市立大入口)駅 124
 京義・中央線
中央急行
清凉里駅 K117 - 回基駅 K118 - 上鳳駅 K120
龍山急行・緩行
清凉里駅 K117 - 回基駅 K118 - 中浪駅 K119
 京春線（清凉里-忘憂間は京義・中央線）
急行
清凉里駅 K117 - 回基駅 K118 - 上鳳駅 K120
緩行
清凉里駅 K117 - 回基駅 K118 - 中浪駅 K119